# (1843) Jarmila
(1843) Jarmila (1972 AB) ist ein Asteroid des Hauptgürtels, der am 14. Januar 1972 von Luboš Kohoutek in Bergedorf entdeckt wurde.